# Silnik pneumatyczny
Silnik pneumatyczny – maszyna pneumatyczna (silnik), przetwarzająca energię sprężonego powietrza lub innego gazu na ruch obrotowy lub postępowy. Silniki są podobne do silników parowych, jako że pracę wykonuje dostarczony z zewnątrz sprężony gaz.
Małe, jednocylindrowe silniki modelarskie są stosowane do napędzania modeli samolotów.
Silnik pneumatyczny nie emituje szkodliwych zanieczyszczeń do atmosfery, jednak sprężenie powietrza wymaga energii, zazwyczaj uzyskiwanej metodami, które takie zanieczyszczenia emitują.
Zalety silników pneumatycznych:
- niewielka czułość na wysoką temperaturę, wilgotność, wstrząsy
- brak tendencji do przegrzewania się
- nieczułość na przeciążenia (może zostać zatrzymany przez obciążenie, a po jego ustąpieniu wznowić pracę bez uszkodzeń)
- elastyczność (samoczynne zwiększanie momentu przy zwiększającym się obciążeniu)
- łatwość regulacji (wystarczy prosty zawór)
- natychmiastowość rozpędzania i zatrzymywania

Największą wadą silników pneumatycznych jest niska sprawność energetyczna.
Zasadniczo silniki pneumatyczne dzielą się na:
- tłokowe (różnego rodzaju kombinacje siłowników pneumatycznych)
- wirnikowe albo łopatkowe – silniki z wirującum tłokiem

Silniki tego rodzaju stosuje się powszechnie do napędu narzędzi. Pracują bardzo dobrze przy dużych prędkościch obrotowych (do 25000 obr/min), natomiast ich sprawność jest nieco niższa, niż silników tłokowych.

## Historia

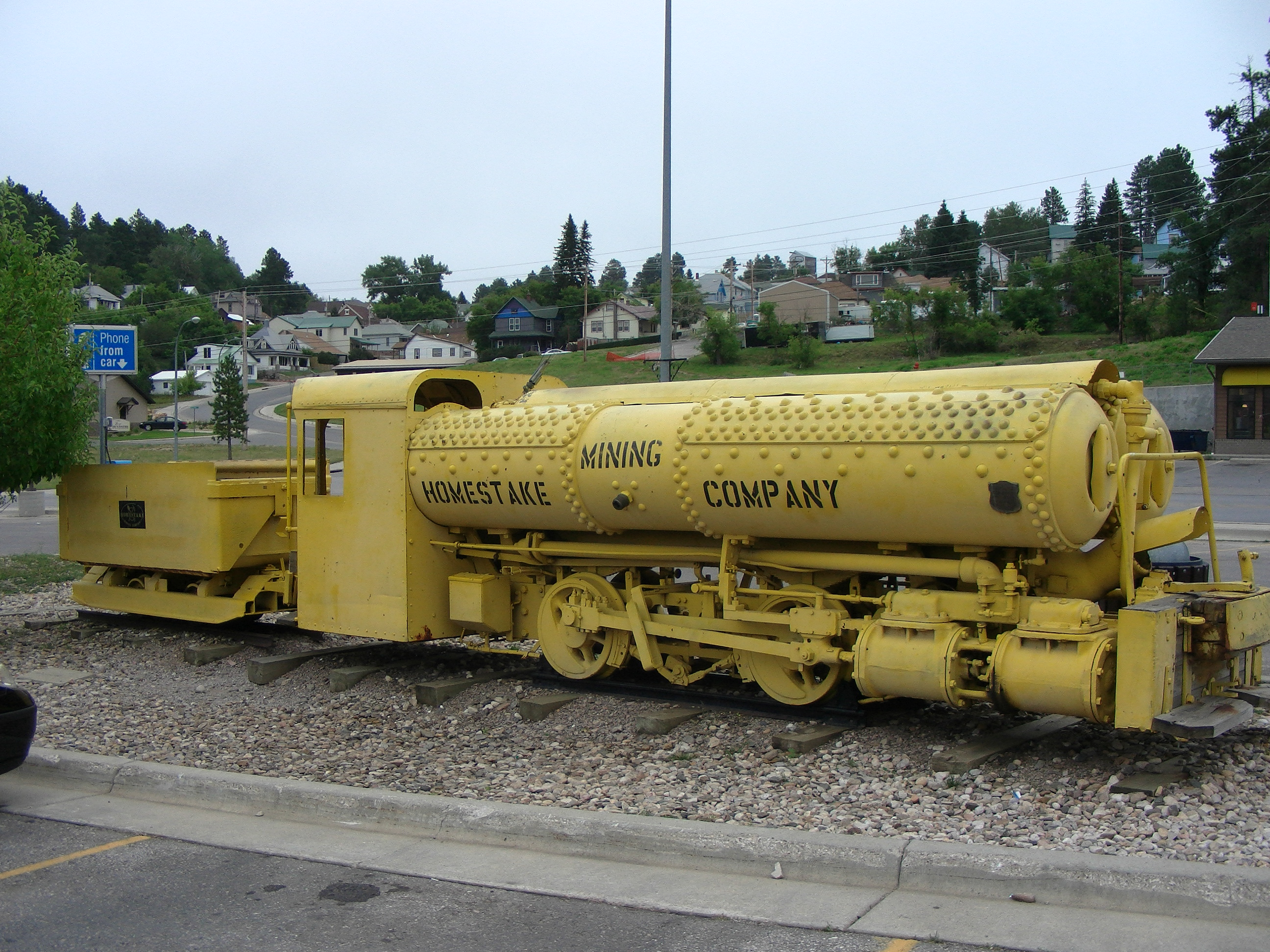
Historyczna lokomotywa napędzana silnikiem pneumatycznym

Silnik pneumatyczny i pomysł użycia powietrza jako nośnika energii nie są nowe. Ich rozwój nastąpił w XIX wieku m.in. za sprawą prac konstrukcyjnych i pomysłów Ludwika Mękarskiego. Silniki zasilane sprężonym powietrzem były używane wówczas do zasilania lokomotyw w kopalniach oraz do napędu tramwajów. Silniki pneumatyczne były i wciąż są używane do rozruchu silników spalinowych w samochodach wyścigowych. Małe silniki pneumatyczne są powszechnie używane do napędu narzędzi ręcznych, takich jak wiertarki, młoty udarowe, szlifierki, klucze itp., zwłaszcza do pracy w środowisku, gdzie iskra od napędu elektrycznego czy spalinowego mogłaby spowodować pożar.
W 1988 roku Dennis Lee twierdził w swoich materiałach reklamowych, że dysponuje wydajnym silnikiem pneumatycznym.
W 1991 r. Guy Nègre wynalazł silnik z podwójnym zasilaniem. Mógł on działać zarówno na sprężone powietrze, jak i na zwykłe paliwo. Przez 15 lat badań dokonał się rozwój. Propagatorzy twierdzą, że silniki pneumatyczne są konkurencyjne w stosunku do współczesnych silników spalinowych oraz że zastosowanie silnika pneumatycznego czyni samochód lżejszym.
Konstruktorzy pracujący nad rozwojem tych silników doprowadzili je do etapu dostępności marketingowej poprzez swoje firmy:
- Guy Nègre – MDI
- Armando Regusci – RegusciAir
- Angelo Di Pietro – EngineAir
- Chul-Seung Cho – Energine

Jednym z ostatnich osiągnięć w dziedzinie wykorzystania sprężonego powietrza do napędu silników jest konstrukcja francuskiego inżyniera Guya Nègre’a. Podobne rozwiązania są rozwijane przez urugwajskiego inżyniera Armando Regusci, Australijczyka Angelo Di Pietro oraz Koreańczyka Chul-Seunga Cho.
Mimo zainteresowania żadna z firm nie wdrożyła dotąd pojazdu do masowej produkcji. Sprawnie działający pojazd zasilany sprężonym powietrzem miałby wszystkie zalety samochodu elektrycznego i dodatkową – uzupełnianie zużytej energii trwałoby kilka minut zamiast godzin potrzebnych do naładowania baterii akumulatorów.

## Budowa
W tłokowym silniku pneumatycznym sprężone powietrze działając na tłok porusza go. Źródłem sprężonego powietrza pod ciśnieniem 20 MPa jest kompozytowy zbiornik z włókna węglowego. Do cylindrów powietrze dostarczane jest przez system podobny do konwencjonalnego wtrysku. Unikatowa konstrukcja wału korbowego zwiększa czas, podczas którego ładunek powietrza jest ogrzewany ciepłem z otoczenia. Sprawność urządzenia poprawiona jest poprzez użycie ciepła z otoczenia o normalnej temperaturze do ogrzania zimnego rozprężającego się powietrza. To nieadiabatyczne rozprężenie przyczynia się do dużego zwiększenia sprawności silnika. Jedynym gazem wydechowym jest zimne powietrze (–15 °C), które może być także użyte w klimatyzacji auta.
W zastosowaniach praktycznych w transporcie należy wskazać pewne problemy techniczne silnika pneumatycznego:
- Rozszerzanie sprężonego powietrza powoduje jego oziębienie, które zmniejsza sprawność (zobacz równanie Clapeyrona). To oziębienie zmniejsza ilość energii, która może być odzyskana przez rozprężenie. Aby temu zapobiec silniki ogrzewa się ciepłem z otoczenia, poprawiając wykorzystanie energii sprężonego powietrza.
- Dla odmiany, sprężanie powietrza przez pompy podgrzewa powietrze. Jeśli to ciepło nie zostanie odzyskane przyczynia się do dalszych strat mocy redukując wydajność.
- Magazynowanie powietrza pod wysokim ciśnieniem wymaga wytrzymałych zbiorników, które jeśli nie są wykonane z drogich materiałów (np. włókna węglowego), są ciężkie i ograniczają sprawność pojazdu.
- Odzysk energii pojazdu podczas hamowania przez sprężanie powietrza także wytwarza ciepło, które powinno być wykorzystywane dla poprawienia sprawności.
- Sprężone powietrze ma niską gęstość magazynowanej energii. Do przejechania 300 km, przy zużyciu energii analogicznym do typowego samochodu osobowego, potrzeba 900 kg sprężonego powietrza objętości 2,5 m³ (przy ciśnieniu 30 MPa).

W silniku Negre’a tłok w jednym cylindrze spręża powietrze pobierane z atmosfery, gromadząc je w małym zbiorniku, który zasila zbiornik wysokiego ciśnienia małą porcją powietrza. Później to powietrze jest przesyłane do drugiego cylindra, gdzie wykonuje pracę. Podczas sprężania powietrza w celu jego ogrzania zachodzi strata energii. Dzieje się tak dlatego, że owa porcja powietrza nie może otrzymać energii z otoczenia, które jest zimniejsze.
Ponadto powietrze musi się natychmiast rozprężyć ponieważ silnik ma system korbowy. Silnik Negre’a pracuje ze stałym momentem obrotowym. Jedynym sposobem przekazania zmiennego momentu do kół jest użycie przekładni o zmiennym przełożeniu, w której również występują straty energii. Kiedy samochód zatrzyma się, silnik Negre’a musi nadal pracować, tracąc energię.
Wersja Armando Regusci silnika pneumatycznego ma pewne zalety w porównaniu do oryginalnego silnika Guy Negre. W wersji Regusciego silnik napędza bezpośrednio koła. Przekazywany moment może się zmieniać od zera do maksimum.
W 2004 roku Guy Negre porzucił swój oryginalny projekt i zaproponował nowe rozwiązanie, które jak twierdził wynalazł w 2001 roku. Jednak okazało się ono identyczne z rozwiązanem Armando Regusciego opatentowanego w 1989 roku w Urugwaju pod numerem 22976 i w 1990 r. w Argentynie. W patentach tych wspomina się użycie silników elektrycznych do sprężania powietrza.

## Zastosowanie
Silnik Nègre’a jest używany do napędzania prototypowego samochodu miejskiego z miejscami dla pięciu pasażerów i planowanym zasięgiem 160 do 320 km w zależności od warunków ruchu. Główne zalety to brak szkodliwych emisji i niski koszt wytworzenia. Silnik używa oleju jadalnego do smarowania (1 litr na 50000 km) i ma zintegrowaną klimatyzację. Zasięg samochodu na jednym napełnieniu zbiorników można łatwo potroić, gdyż dostępne są zbiorniki z włókien węglowych, które przeszły testy bezpieczeństwa dla ciśnienia 70 MPa. Powietrze w zbiornikach może być uzupełnione w około 3 minuty w stacji serwisowej lub w kilka godzin w domu poprzez podłączenie do sieci elektrycznej sprężarki znajdującej się na wyposażeniu samochodu. Przybliżony koszt użytkowania to 2,80 zł na 100 km (napełnienie zbiorników na stacji tankującej będzie kosztowało około 3 USD).

## Podstawowe zalety samochodów na sprężone powietrze
- krótki czas ładowania zbiornika sprężonym powietrzem
- zbiornik napełniony powietrzem nie traci swojego ładunku w przeciwieństwie do akumulatorów, które tracą swój ładunek bez zewnętrznych obciążeń w tempie zależnym od typu, rozmiaru i procesów chemicznych
- długotrwała użyteczność urządzenia i mała zużywalność w porównaniu do akumulatorów mających ograniczoną liczbę cykli rozładowań i ograniczony czas użytkowania niezależnie od tego czy są eksploatowane czy nie
- sprężone powietrze jako nośnik energii ma przewagę wobec elektrycznych nośników, gdyż brak tu potrzeby produkcji i utylizacji baterii, co jest ważnym czynnikiem środowiskowym (większość współczesnych baterii można poddawać recyklingowi, co pomniejsza tę przewagę)
- technologia sprężania powietrza nie jest tak technicznie wymagająca jak technologia elektryczna lub hybrydowa benzynowo-elektryczna, ale jest tania i przystępna wszystkim już teraz
- potencjalnie niższy koszt początkowy masowej produkcji niż aut na baterie elektryczne

Dla pasjonatów pojazdów zasilanych elektrycznie i z alternatywnych źródeł udane silniki pneumatyczne są dobrą wiadomością, ponieważ można ich użyć do zasilania własnych pojazdów spalinowych. Można po prostu kupić silnik pneumatyczny, zbiornik, tarczę dopasowującą, mocowania silnika, zespoły sterowania silnikiem oraz inne elementy i zamontować w nowym lub używanym samochodzie tak jak jest to robione dla samochodów elektrycznych.

## Perspektywy rozwoju
Jako infrastrukturę proponuje się wyposażenie w sprężarki miejsc użyteczności publicznej, takich jak parkingi, sklepy itp. Energia do zasilania mogłaby być uzyskiwana konwencjonalnie lub poprzez turbiny wiatrowe lub mechanicznie ze strumienia powietrza z pominięciem etapu elektrycznego. Sprężone powietrze mogłoby zasilać nie tylko samochody osobowe, ale również autobusy, łodzie, wodoloty oraz – nie zawsze – samoloty.

## Bezpieczeństwo
Z używaniem sprężonego powietrza wiążą się pewne zagrożenia, jednak stosunkowo łatwo jest im zapobiec. Przed przekroczeniem ciśnienia przy napełnianiu zabezpiecza skutecznie zawór bezpieczeństwa. Przed zagrożeniami w czasie wypadku chronić będzie konstrukcja zbiornika powietrza wykonanego z nieodłamkowych materiałów.